# Teorie tygra
Teorie tygra je český film z roku 2016, celovečerní debut režiséra Radka Bajgara, který také napsal scénář. Pojednává o stárnoucím veterináři, který se pokusí vymanit z vlivu své ženy tím, že finguje duševní poruchu a je přijat do ústavu. Hlavní roli hraje Jiří Bartoška, pro něhož jde o návrat před kameru po prodělané nemoci. V dalších rolích hrají Tatiana Vilhelmová, Jiří Havelka, Pavla Beretová, Jakub Kohák, Iva Janžurová, Arnošt Goldflam, Lucia Siposová, Milan Lasica, Klára Melíšková a Eliška Balzerová  která hrála manželku hlavního hrdiny.

## Výroba
Natáčení bylo naplánováno od 4. srpna do 15. září 2015.

## Obsazení
| Jiří Bartoška      | Jan     |
| Eliška Balzerová   | Olga    |
| Tatiana Vilhelmová | Olinka  |
| Jiří Havelka       | Erik    |
| Pavla Beretová     | Alenka  |
| Jakub Kohák        | Pepík   |
| Iva Janžurová      | babička |

## Recenze
- Mirka Spáčilová, iDNES.cz
- František Fuka, FFFilm
- Karolína Černá, Kritiky.cz,